# Acanthogryllacris
Acanthogryllacris is een geslacht van rechtvleugeligen uit de familie Gryllacrididae. De wetenschappelijke naam van dit geslacht is voor het eerst geldig gepubliceerd in 1937 door Karny.

## Soorten
Het geslacht Acanthogryllacris  is monotypisch en omvat slechts de volgende soort:
- Acanthogryllacris curvispina (Karny, 1929)